# Disperis neilgherrensis
Disperis neilgherrensis är en orkidéart som beskrevs av Robert Wight. Disperis neilgherrensis ingår i släktet Disperis och familjen orkidéer. Inga underarter finns listade i Catalogue of Life.